# Soyapango FC
Soyapango FC – salwadorski klub futsalowy z siedzibą w mieście Soyapango, obecnie występuje w najwyższej klasie Salwadoru.

## Sukcesy
- Mistrzostwo Salwadoru: ...., 2016[1]